# Kıbrıs (journal)
Kıbrıs (turc : Kıbrıs Gazetesi, « Journal de Chypre ») est un quotidien publié dans la république turque de Chypre du Nord. Il est publié depuis 1989. Son rédacteur en chef est Uğur Kaptanoğlu et son propriétaire est Asil Nadir. Il a le plus grand tirage du pays,. Son ancien rédacteur en chef Reşat Akar a ensuite créé le journal Diyalog.